# حارة حاره الشمسية
حارة الشمسية هي إحدى حارات مدينة ذمار التابعة لمحافظة ذمار، بلغ تعداد سكانها 922 نسمة حسب تعداد اليمن لعام 2004.